# アレクサンドル・パニュシキン
アレクサンドル・セミョーノヴィチ・パニュシキン（ロシア語: Алекса́ндр Семёнович Па́нюшкин、ラテン文字転写の例：Aleksandr Semyonovich Panyushkin、1905年8月2日 - 1974年11月12日）は、ソ連の職業的諜報員、外交官、チェキスト。少将。戦中・戦後の駐華大使（1939年7月～1944年、1952年7月～1953年5月）、中国名は潘友新(はん ゆうしん)。

## 経歴
サマーラの労働者の家庭に生まれる、当初、教会の教区学校で学んだが、十月革命後、統一労働ソビエト学校で学んだ。
1920年、15歳で赤軍に志願し、ロシア内戦に従軍した。1921年3月、サマーラの騎兵課程に送られたが、1922年、マラリアにかかり除隊。1922年5月からサマラ駅の鉄道修理工として働いた。しかし、騎兵になる夢は捨てず、1924年10月、コムソモール県委員会を通して、レニングラード騎兵学校に入校した。
学校卒業後、極東の国境軍に勤務。1927年10月～1934年9月、統合国家政治局（OGPU）第59沿海騎兵国境支隊に勤務し、国境哨所副長から国境区域警備司令までを歴任した。
1935年5月、フルンゼ名称軍事アカデミーの基本課程に入校。1938年10月、アカデミー卒業後、内務人民委員部（NKVD）に送られ、班長補佐となった。1938年12月、NKVD第1局第3特殊課長。

## 駐華大使
1939年7月、ソビエト連邦人民委員会議通商条約実現担当全権代表として中国に派遣。間もなく、駐華ソ連非常全権代表となると同時に、NKVDの在華総支局長として中国内の12の支局を指導した。1939年8月、重慶に移る。
中国では、中ソに対する日本の意図、特に関東軍のソ連攻撃の可能性を追跡した。この任務は最重要視され、戦局が好転する1943年半ばになって初めて解除された。パニュシキンは、情報入手のために国民党内の抗日派・親ソ派と信頼関係を構築することに成功した。パニュシキンが指導する支局は、中国、日本、西欧の情報だけではなく、ドイツのソ連侵攻の1ヵ月半前にドイツ駐在武官からドイツ軍の作戦計画を入手することにも成功した。
外交面では、国民党政府をして日本に対して積極的抵抗を行わせることに注意が向けられた。パニュシキンは、元旅団長として、蔣介石個人にも助言を行い、長沙の防衛計画の立案・実行にも参与した。また、国民党と共産党間の衝突防止にも多くの努力を費やした。
中国での活動に対して、パニュシキンにはレーニン勲章が授与された。1944年、モスクワに戻り、全連邦共産党（ボリシェヴィキ）国際情報課副主任に任命され、1947年5月まで働いた。

## 外交官－諜報員
1947年、パニュシキンは対外諜報部に復帰し、ソ連閣僚会議附属情報委員会書記長に任命された。
1947年10月、非常全権大使としてアメリカに派遣されると同時に、総支局長を兼任した。パニュシキンの総支局長任命は、エージェントのE.ベントリーとGRUの暗号手イーゴリ・グゼンコが裏切り、反ソ・キャンペーンに協力したことと関連していた。パニュシキンは、損害の最小化、諜報情報の入手、米ソ間の関係断絶の防止に尽力した。
1952年7月、駐中華人民共和国ソ連非常全権大使に任命。今回は、諜報業務を兼任せず、1953年5月まで中国に滞在した。1953年7月、ソ連共産党中央委員会幹部会に入り、ソ連国家保安委員会第1総局長となった。同年秋、党中央委員会出国委員会議長を兼任。

## その後
1955年、パニュシキンは、対外諜報部を離れ、党中央委員会の仕事に移った。1959年7月、中央委員会外交・対外貿易機関の人事課主任に任命。第20回ソ連共産党大会において、中央委員に選出。1962年、少将の階級で退役。
1974年に死去。パニュシキンの弔辞には、レオニード・ブレジネフを含む党・政府の要人が署名した。

## パーソナル
レーニン勲章2個、赤旗勲章2個、赤星勲章、名誉チェキスト胸章を受章。